# Synagogues orthodoxes non consistoriales
En France, les synagogues orthodoxes non-consistoriales sont des synagogues indépendantes du Consistoire central israélite.
Certaines d'entre elles ont une longue et riche histoire qui fait partie du patrimoine historique français et du judaïsme français.
Ces synagogues peuvent inclure des communautés bien organisées avec des locaux bien imposants mais aussi des oratoires (Shtiebels) plus modestes.

## Liste de Synagogues orthodoxes non-consistoriales
- Centre Alef à Neuilly-sur-Seine
- Synagogue de la Rue Pavée à Paris
- Synagogue Adath Israël à Paris
- Synagogue Adas Yereim à Paris
- Synagogue Rashi à Paris
- Synagogue de la rue du Bourg-Tibourg à Paris
- Synagogue du 17 rue des Rosiers dans le 4e arrondissement de Paris
- Synagogue du 25 Rue des Rosiers à Paris
- Synagogue de la rue de Montevideo (devenue Ohel Abraham) à Paris
- Communauté Etz Haïm qui a succédé à la Synagogue de la Rue Kageneck à Strasbourg